# Долгинцевский дендропарк
Долгинцевский дендропарк (урочище «Ботанический Сад»; укр. Криворі́зький дендрологі́чний парк, урочище «Ботанічний Сад») — дентрологический парк в Долгинцевском районе города Кривой Рог.

## История
Заложен в 1971 году. Первые насаждения появились в конце 1966 года. Важную роль в заложении и планировке парка сыграли И. А. Добровольский, С. И. Иванченко и В. И. Чепурнов.
30 декабря 1993 года объявлен объектом природно-заповедного фонда распоряжением № 518 представителя Президента Украины и отнесён к категории «ботанический сад».

## Характеристика
Парк расположен возле жилых кварталов одноэтажной застройки посёлка Зализничное в Долгинцевском районе. Площадь 50 га. Находится в подчинении Криворожского ботаническому сада, но из-за удалённости и сложности содержания передан Криворожскому гослесхозу, 52-й квартал.

### Растительный мир
В парке произрастает 500 видов деревьев и кустарников.
Массив состоит из отдельных участков, образованных одной-двумя древесными породами, чередующихся с разнотравьем, лужайками и зарослями. Большая часть образована насаждениями дуба, берёзы, липы, клёнов остролистных и татарских, ложноплатонового и ладони разрезного и массового — вяза гладкого.
Хвойные породы — сосна обыкновенная, туя западная, можжевельник обыкновенный и казацкий.
Древесные лиственные породы: айлант высочайший, маклюра яблоконосная, сумах коротковолосистый, скумпия обыкновенная, абрикос обыкновенный, орех грецкий и чёрный, орешник обыкновенный, бархат амурский. Плодовые представлены яблоней лесной, грушей обыкновенной, облепихой крушиновидной, рябиной обычной. В южной и восточной частях произрастают редколесья маслинки узколистной.
Значительные площади занимают насаждения айвы удлинённой; боярышника (кроваво-красного, пятистопчикового, одноматочкового), барбариса обыкновенного. Изредка встречаются черёмуха обыкновенная и поздняя, кизил настоящий, ирга овальная, алыча.
Весной цветёт сортовая сирень, спирея Вангутта и японская. Небольшое количество хеномелеса Маулея (айвы японской), калины гордовины осталось под зарослями снежноягодника приречного в центральной части массива. Можно увидеть и пузырек древовидный, карагану деревянную. До недавнего времени можно было увидеть цветущую глицинию. В северной части расположены посадки обыкновенного и красного дуба. В западной части парка произрастает ива Матсуды.
Травянистые представлены городским гравилатом, вероникой весенней, подмаренником цепким, фиалкой душистой, большим числом видов злаков и сложноцветных.

### Животный мир
В дендропарке встречаются озёрная, чесноковая лягушка, серая жаба и изредка — зелёная. Пресмыкающиеся представлены 2 видами — ящерицей прыткой и ужем обычным. Более 70 видов птиц, 19 видов млекопитающих.